# 이터널플레임 폭포

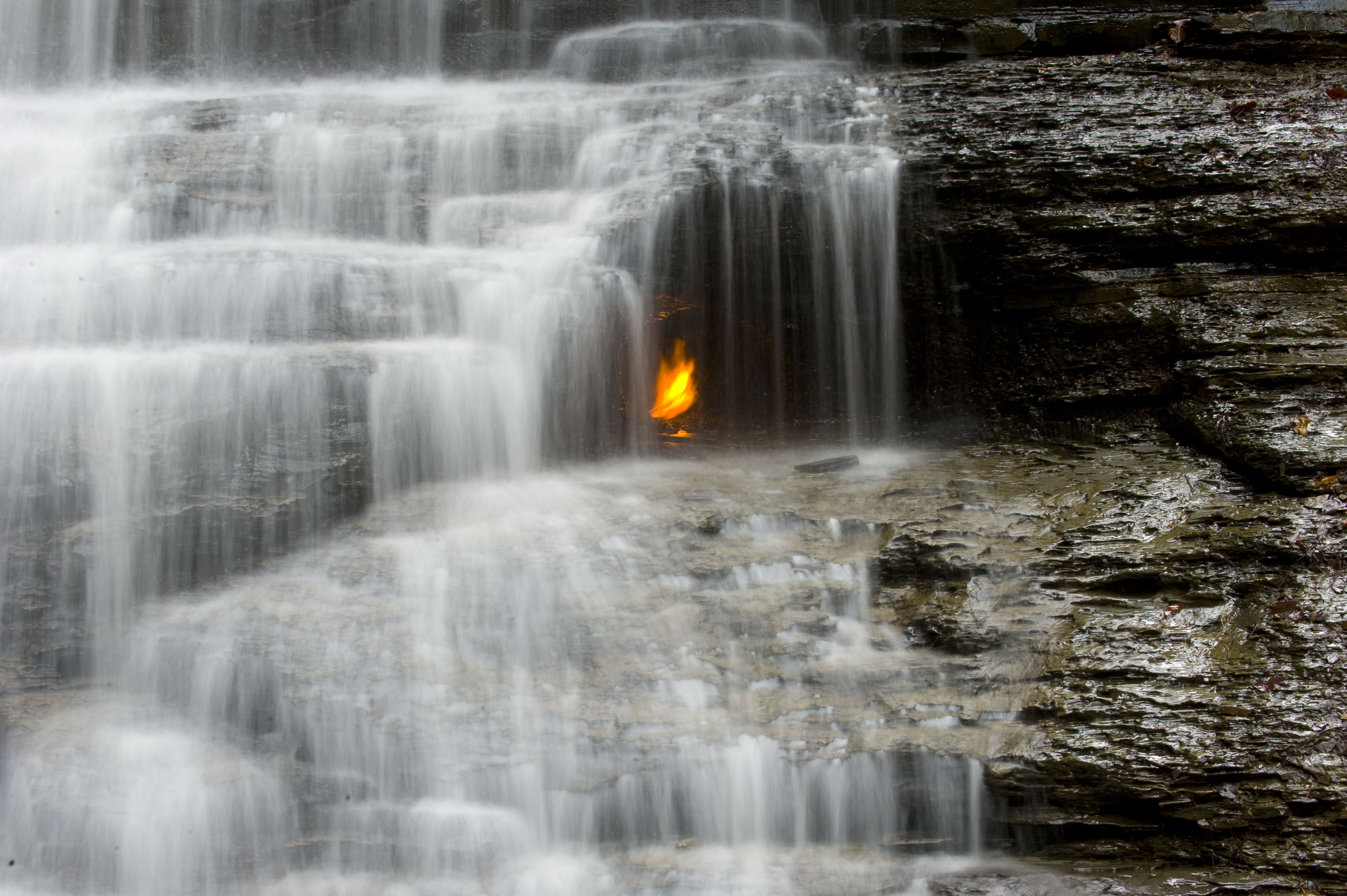
2009년 이른 봄, 폭포 아래에서 천연가스를 연료로 사용하는 영원한 불꽃.

이터널플레임 폭포(Eternal Flame Falls)는 서부 뉴욕의 체스트넛 리지 파크 구역인 셰일 크리크 보호구역에 위치한 작은 폭포이다. 폭포 기슭에 있는 작은 석굴에서는 천연가스를 방출하는데, 이를 켜면 작은 불꽃이 생길 수 있다. 이 불꽃은 거의 일년 내내 볼 수 있지만 꺼질 수 있고 가끔 다시 켜야 한다.

## 최근 개발
한때 이 지역에서 "모호한" 명소로 여겨졌던 언론의 관심과 접근로 개선으로 방문객 수가 증가했다. 폭포의 인기가 높아짐에 따라 쓰레기 증가, 기물 파손, 오염, 관광객이 주변 지형에 미치는 영향 등 일부 부정적인 영향이 발생했다. 2023년 8월, 뉴욕주 오차드 파크에 있는 이터널플레임 폭포로 향하는 메인 트레일은 체스트넛 리지 파크에 있는 이터널 플레임 트레일(Eternal Flame Trail)의 가장 까다로운 부분을 우회하는 139개의 박스 계단을 추가하고 약 120피트(35m)를 포함하는 주요 작업 후 다시 열렸다. 산책로를 따라 개울 바닥까지 난간. 이것은 하천으로의 어려운 하강으로 남아 있다. 극도의 주의와 적절한 신발을 착용하는 것이 좋다.

## 같이 보기
- 영원한 불꽃